# Stazione di Roccasecca
Stazione di Roccasecca vasútállomás Olaszországban, Roccasecca településen.

## Vasútvonalak
Az állomást az alábbi vasútvonalak érintik:
- Róma–Cassino–Nápoly-vasútvonal
- Avezzano–Roccasecca-vasútvonal

## Kapcsolódó állomások
A vasútállomáshoz az alábbi állomások vannak a legközelebb:
- Stazione di Isoletta-San Giovanni Incarico (Stazione di Roma Termini, FL6)
- Aquino-Castrocielo-Pontecorvo railway station
- Stazione di Colfelice